# Complexe militaro-industriel japonais

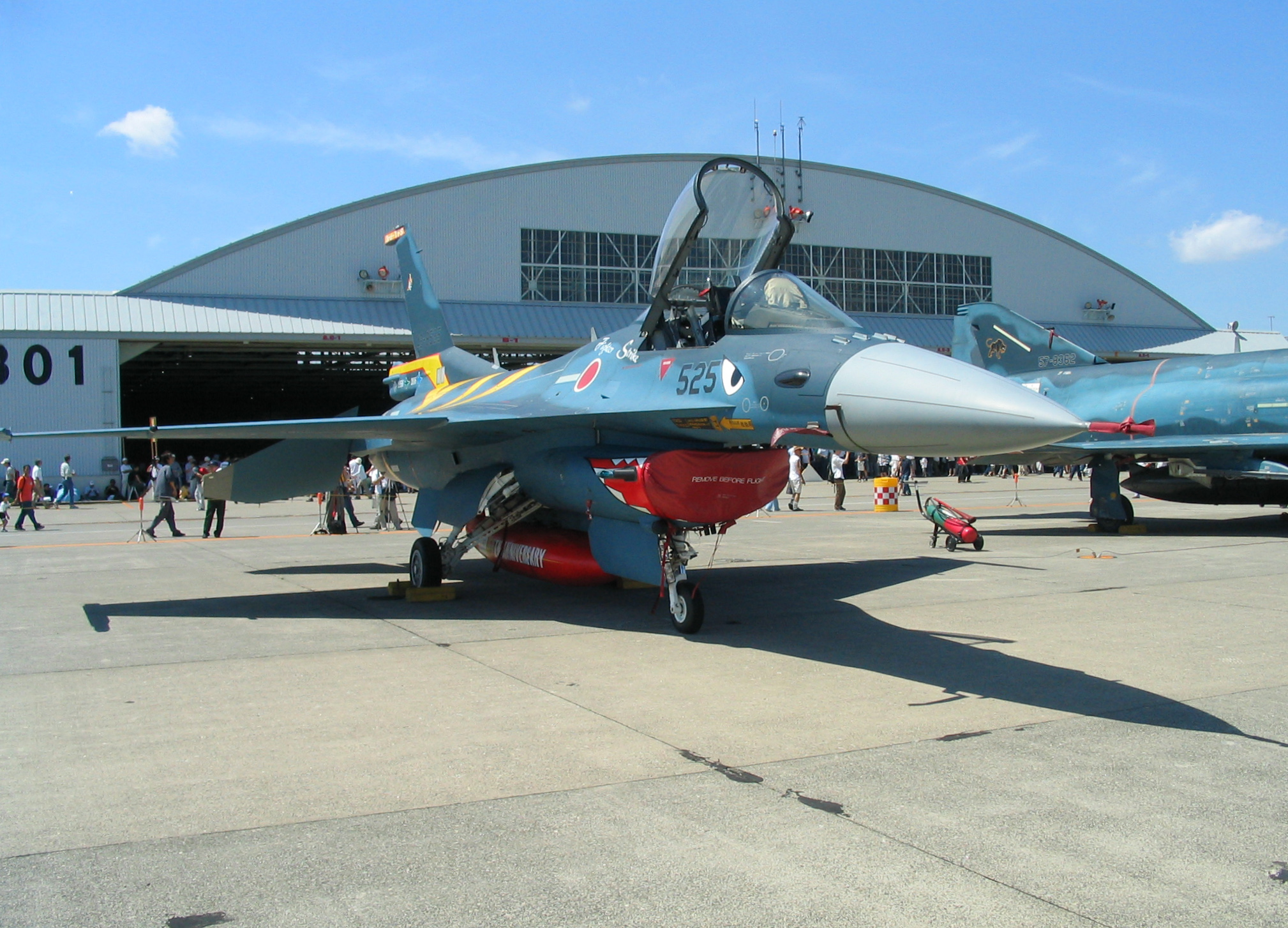
Armement contemporain : le chasseur F-2, version locale du F-16, 3 fois plus cher que l'original

Le complexe militaro-industriel du Japon fait essentiellement référence à l'industrie de l'armement de l'empire du Japon jusque 1945. Il était équivalent à ses homologues américain, allemand ou français.

## Contexte historique

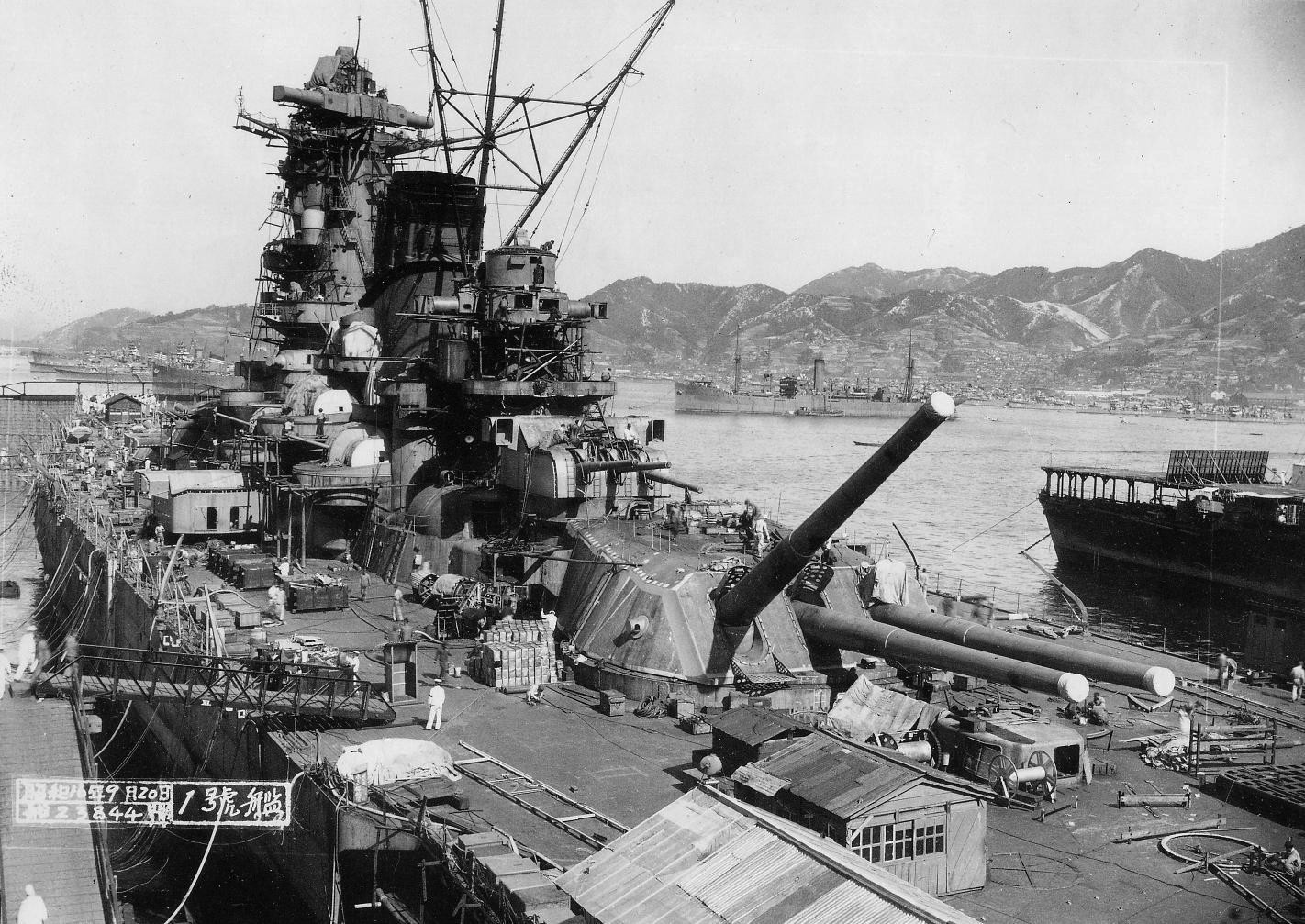
Renforcement de l'armement antiaérien du Yamato, le premier navire de la classe Yamato, les plus grands cuirassés de l'histoire, à la base de Kure, le 20 septembre 1941

La situation historique du Japon à la fin du XIXe siècle est à nulle autre pareil au regard des autres empires coloniaux d'essence européenne qui ont conquis le Globe. La politique dite Sakoku peut être qualifiée à l'instar d'une autre nation insulaire de « splendide isolement ».
De plus, la victoire navale contre l'Empire russe en 1905 confirme l'essor du Japon en tant que puissance régionale.
Dans le camp des Alliés de 1914 à 1918, le Japon se cantonne à des actions mineures sur le territoire des colonies et intérêts en Asie-Pacifique de l'Empire allemand.
Le début de l'ère Showa coïncide avec la naissance d'un courant expansionniste et la mise en place d'une idéologie fondée sur la supériorité de la « race » et de la civilisation nippone. S'ensuit alors une mainmise progressive du militarisme sur la société civile qui légitime l'expansion du Japon sur la Sphère de coprospérité de la Grande Asie orientale. Sous couvert d'une rhétorique anticoloniale, la nation est appelée par des idéologues comme Sadao Araki et Fumimaro Konoe à unifier l'Extrême-Orient sous la gouverne de l'empereur Showa.
Le but avéré était évident : conférer aux îles principales du Japon les ressources naturelles nécessaires pour alimenter son économie, notamment son industrie de l'armement. Cette production doterait la marine impériale et l'armée des moyens de la conquête. Hormis le Mandchoukouo considéré comme une zone secondaire de développement, la phase d'industrialisation et de militarisation rapide de la métropole ne concerne pas les autres terres conquises, fournissant seulement les ressources agricoles, minières et énergétiques.
Intrinsèquement concurrent de l'Union soviétique, l'Empire se retrouve donc mêlé à la sphère d'influence américaine (présence militaire dans le protectorat des Philippines, et contingent aérien appuyant les nationalistes en Chine). Les conquêtes continentales s'orientent sur la Chine à compter de 1931 avec la prise de la Mandchourie, puis l'opération minutieuse de Pearl Harbor en décembre 1941 ouvrant sur un nouveau mode de combat naval que les Japonais ont développé magistralement avant que l'amirauté américaine ne pousse le concept.

## Les conglomérats industriels
Les zaibatsus ont été considérés comme autant responsables que l'esprit militariste dans les atrocités commises pendant la guerre. Ils sont tout à fait comparables par leur établissement aux Konzern allemands et aux trusts américains.
Douglas Mac Arthur eut donc la tâche de les identifier et de les reconvertir afin de prévenir toute forme de résurgence dans un Japon démocratique devenu depuis fortement impliqué dans le pacifisme en ce qui concerne le maintien de l'ordre et ses relations internationales.
En 1946, le Commandant suprême des forces alliées responsable de l'occupation du Japon désigna les entreprises suivantes : Asano[Laquelle ?], Furukawa, Nakajima, Nissan, Nomura, et Ōkura. Matsushita, quoique n'étant pas un conglomérat, fut identifiée puis finalement épargnée par une mobilisation syndicale.
Certains conglomérats ont été recomposés dans une économie à but non guerrier : les quatre keiretsus actuels, à savoir Mitsubishi, Sumitomo, Mitsui et Fuyo sont issus des zaibatsus d'avant la Seconde Guerre mondiale.
Ces entreprises étaient verticalement et horizontalement capables de traiter les commandes de l'État dans la production d'armement.

## Arsenal

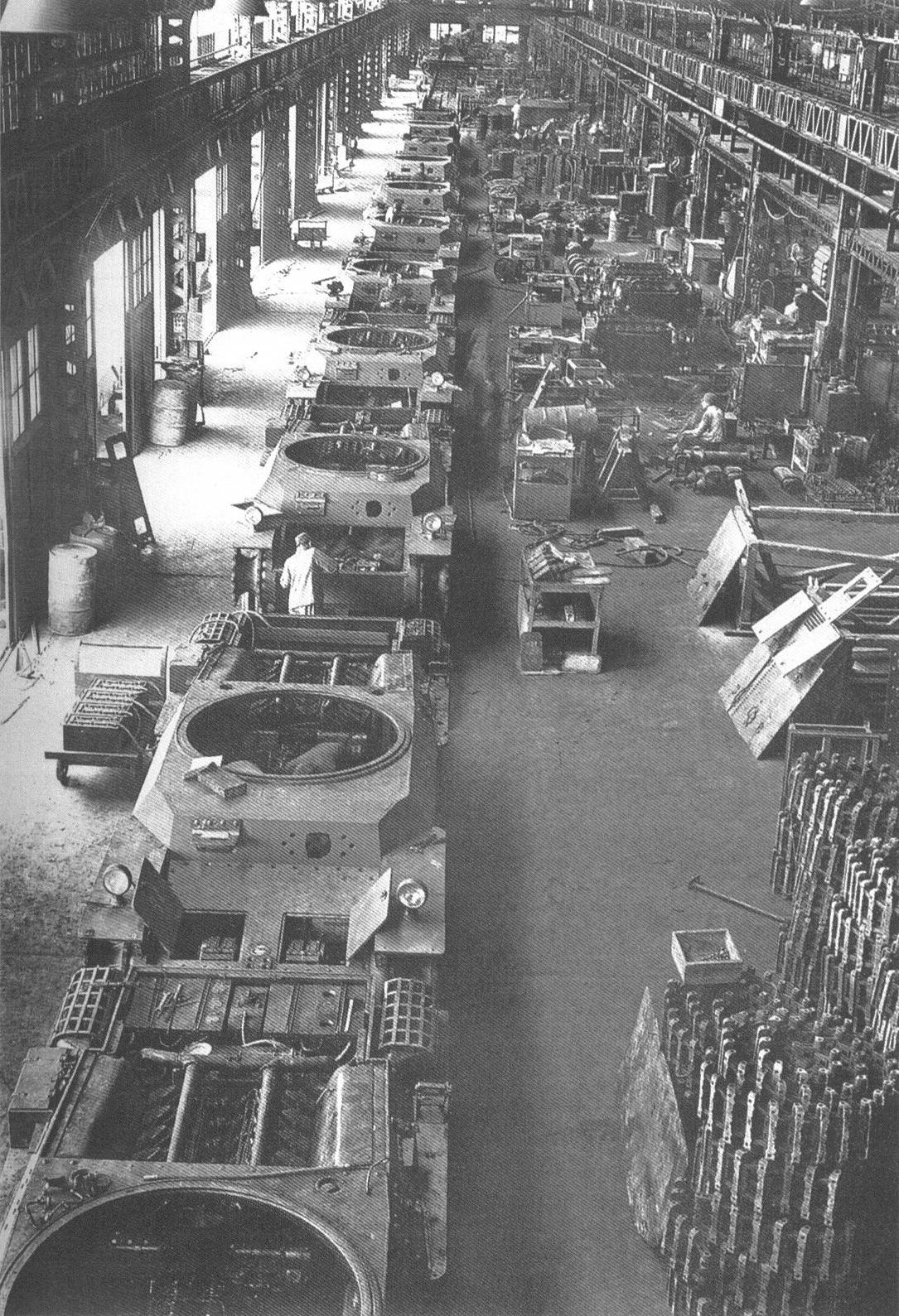
Ligne de production de char moyen Type 3 Chi-Nu; se voulant équivalent au M4 Sherman, moins de 170 sont fabriqués.

Au moment où le Japon provoquent 2 100 Type 97 Chi-Ha de l'éclatement du conflit dans le Pacifique avant l'année 1942, la technologie militaire japonaise dépasse celle des Américains avec le Zéro et des bombardiers manipulés avec précision par leurs pilotes, alors que l'aéronavale américaine, encore équipée de bombardiers sur le modèle du B-10 obsolète commençait juste de recevoir des B-17 lors de l'invasion des Philippines. Les soldats américains et leurs dirigeants prennent alors pleinement conscience d'avoir affaire à un adversaire coriace et déterminé, servi par un armement de pointe.
La balance sera compensée très largement en qualité et en quantité avec le formidable rebond industriel des États-Unis dès fin 1942, et si quelques stratèges et amiraux du Mikado avaient parfaitement en considération la puissance industrielle de son adversaire, ce fait était ignoré voire méprisé par nombre d'officiers et membres de la classe politique.
Si entre 1938 et 1945, le Japon produisit 82 324 avions militaires, il n'a que le cinquième rang mondial loin derrière les 297 199 appareils produits par les États-Unis durant cette période, et il convient de souligner que 30 à 50 % des avions destinés à la marine impériale n'ont pas été acceptés en unités quand ils ont échoué à répondre aux spécifications des militaires et durent retourner dans les ateliers. Pour les chars de combat, seulement 2 100 Type 97 Chi-Ha de seulement 16 tonnes allaient ainsi être fabriqués et mis en service à la même période, soit à la cadence de 300 chars par an.
De même, au niveau naval, entre l'attaque de Pearl Harbor et la capitulation japonaise et compte non tenu de deux "cuirassés porte-avions" aussi hybrides que dénués de valeur militaire, les chantiers navals japonais livreraient à peine sept porte-avions lourds, trois porte-avions légers et trois porte-avions d'escorte, soit sept fois moins de navires de ce type que les États-Unis.
- Chars :
  - chars légers, adaptés pour le support de l'infanterie dans la jungle
  - note : absence de chars lourds

- Armement d'infanterie :
  - Arisaka Type 38, jusqu'en 1939
  - puis Arisaka Type 99

- Porte-avions :

- Avions :
  - Modèles en exemple :

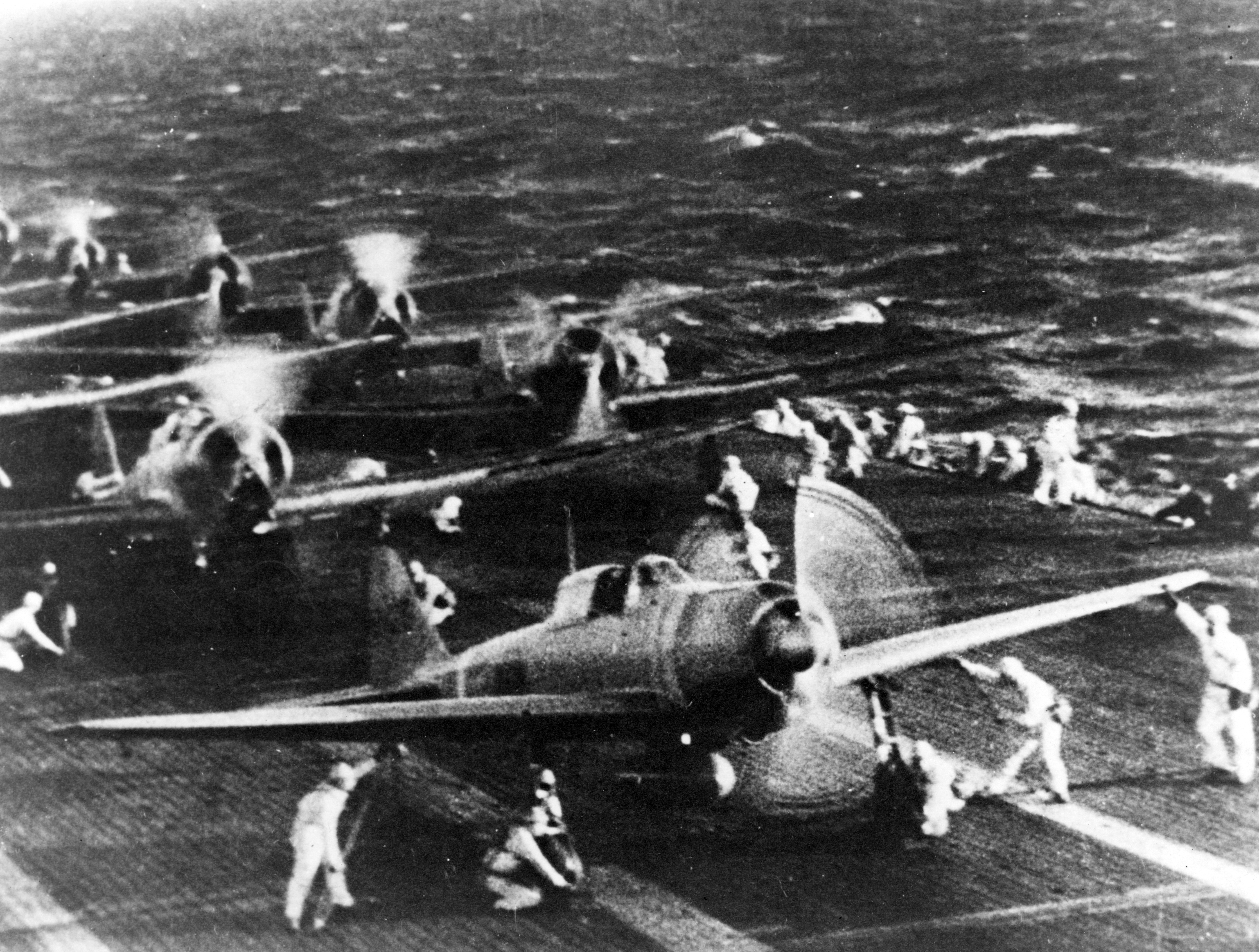
Les armements japonais sont servis par des équipages et un commandement cultivant l'excellence et de haute motivation. La coordination des armes est maîtrisée dans les opérations combinées. Le porte-avions Shokaku, participant à Pearl Harbor, ne sera coulé que lors de la bataille de la mer des Philippines.

  - Corps : Flotte territoriale du Grand-Japon | aéronavale de la Marine impériale | aviation de l'Armée impériale
  - Avions pour l'aéronavale : Mitsubishi A6M "Zero"

- Cuirassés :
  - Les armateurs japonais ont construit les plus immenses navires de ligne jamais mis à flot : le Yamato et le Musashi.

- Sous-marins :
  - sous-marin de poche Kairyu, 250 produits

- Armement chimique : voir Unité 731 ; développement au Mandchoukouo motivé par une perception géostratégique visant à contrer une invasion soviétique par le nord.

- Programme nucléaire : le Japon entreprit un programme nucléaire menés par l’Institut de recherche physique et chimique du Japon (RIKEN) et construisit pendant la Seconde Guerre mondiale à Hŭngnam, en actuelle Corée du nord, un réacteur. Les recherches visant à fabriquer une bombe nucléaire furent poursuivies mais les Japonais ne réussirent jamais à mettre sur pied la bombe. À la fin de la guerre, les Soviétiques démontèrent le réacteur et récupérèrent ainsi de précieuses informations sur la technologie de fission nucléaire[3].

### Les grands arsenaux
L'armée et la marine japonaise disposaient de leurs propres entreprises, voici une liste non exhaustive des constructeurs aéronautiques.
Pour la marine impériale :
- Hiro : Hiro Kaïgun Kosho ou Hikosho (Arsenal naval de Hiro)
- Koza : Koza Kaïgun Kosho ou Koza Kokusho (11e arsenal aéronaval de Koza)
- Ōmura : Omura Kaïgun Koku Kosho ou Omura Kokusho (21e arsenal aéronaval d'Omura)
- Yokosuka : Yokosuka Daï-Ichi Kaïgun Koku Gijitsusho (Arsenal technique aéronaval de Yokosuka)

Pour l'armée impériale :
- Rikugun : Rikugun Kokukijutsu Kenkyujo (Centre d'expérimentation aéronautique de l'armée de terre)
- Tokyo Rikugun Kosho (Arsenal militaire de Tokyo)
- Nagoya Rikugun Kosho (Arsenal militaire de Nagoya)
- Tashikawa Daï-Ichi Rikugun Koku Kosho (Arsenal aéronautique principal de l'armée de terre de Tashikawa)

### Le plan Katsugo

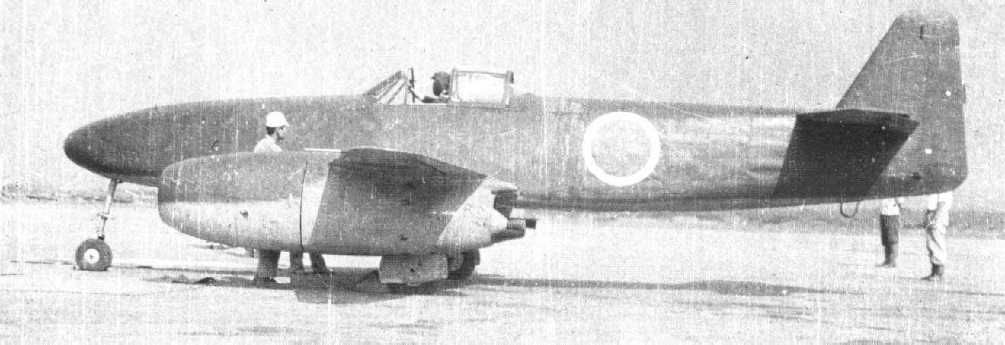
Le vol inaugural du Nakajima Kikka, le premier avion à réaction japonais, a lieu le 7 août 1945, quelques jours avant la capitulation. Cet aéronef fut développé à partir du Me 262 par un transfert de compétences avec les ingénieurs aéronautiques allemands, mais ne fut jamais engagé au combat.

À la fin de 1944, le Japon dont la production vivrière et industrielle est peu à peu anéantie par le blocus ("opération Famine") et les bombardements stratégiques sur le Japon, élabore un programme de sacrifice de la population auquel contribue son industrie de l'armement et ses ingénieurs :
- systématisation de l'utilisation des kamikaze par la mise au point d'un avion-fusée tenant plus d'une bombe volante pilotée, dont la charge est située dans le nez de l'appareil: Okha[5]. Au total, l'aviation territoriale (koku gun de métropole) dispose encore de 5 000 avions pour protéger les îles alors que les États-Unis planifient l'opération Downfall.
- production de mille kaiten, torpilles sous-marines pilotées (on peut difficilement le classer comme sous-marin) pour attaquer la flotte de débarquement.

## Démantèlement
Contrairement aux composantes technologiques du complexe allemand, qui furent recyclées par l'URSS et les États-Unis au sortir de la Seconde Guerre mondiale, le complexe japonais de production d'armement, organisé par conglomérats fut totalement démantelé lors de la période de l'occupation du Japon au sortir de la capitulation, sans récupération : le but de Douglas MacArthur, relayant les souhaits de la population nord-américaine, était d'extirper tout militarisme de la nation japonaise pour rebâtir une économie « pacifique » (nation building).
Si la réindustrialisation se produisit en 1952 afin de fournir le support à la guerre de Corée, ce fut géré totalement par un encadrement américain : une sorte de « porte-avions » opérationnel.

## L’après-guerre

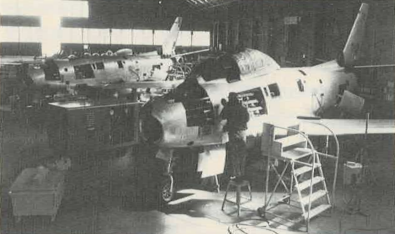
Ligne d'assemblage de F-86F Sabre par MHI en 1961.

Suite immédiate à l'occupation du Japon, le déclenchement de la guerre de Corée vit le début d'un réarmement du Japon, d'abord modeste, l'immense partie de l'armement des nouvelles forces d'autodéfense étant d'origine américaine ; les industriels se concentrèrent au début sur la fabrication sous licence des armes et nouveaux avions de combat ou sur les activités de sous-traitance pour les sociétés américaines.

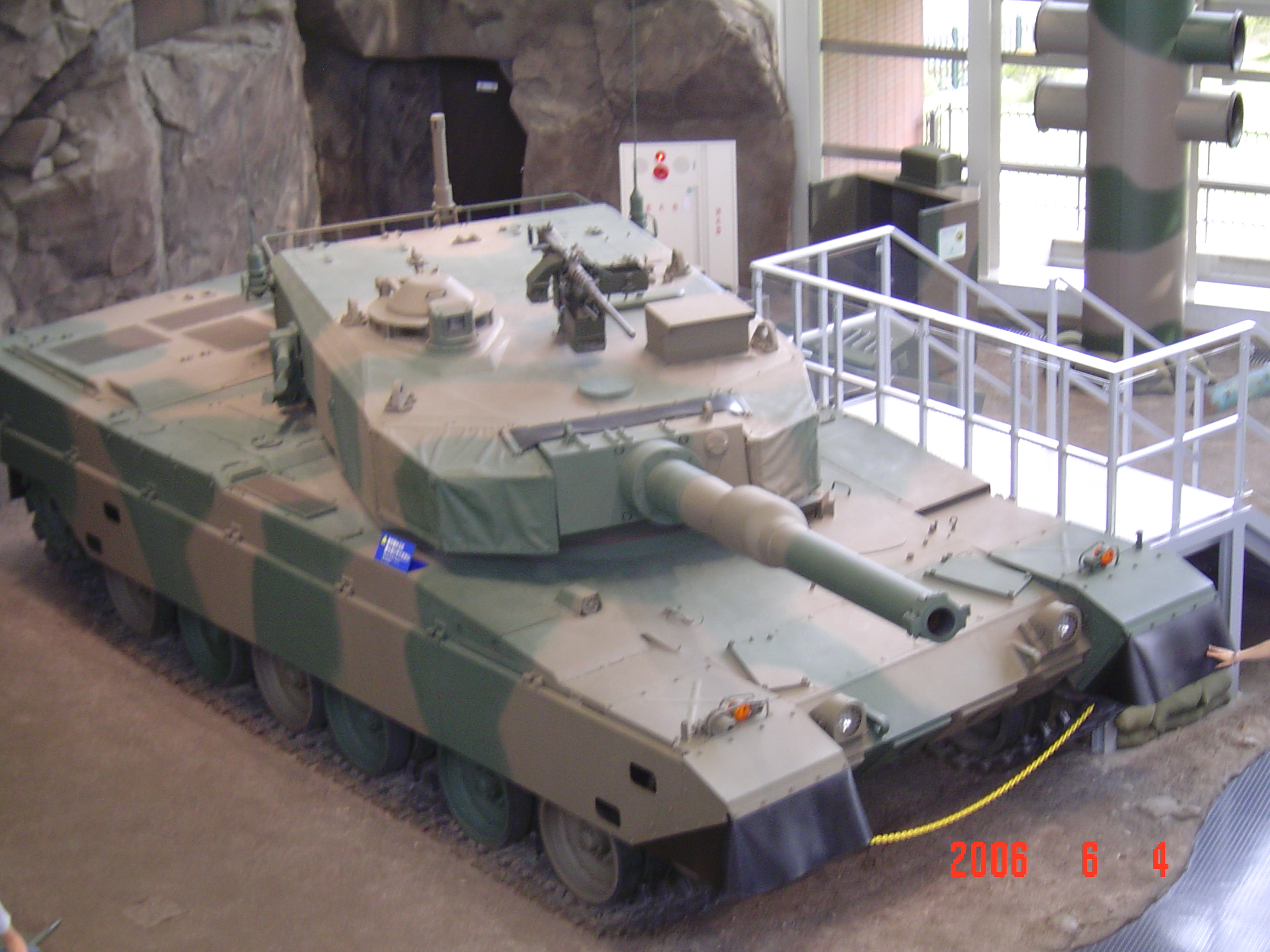
Char Type 90, l'un des chars les plus modernes de la fin du XXe siècle et le plus cher de sa catégorie. Son successeur, le Type 10, entre en service moins de 22 ans après sa mise en service.

Mais dès la fin des années 1960 apparurent les premiers modèles de véhicules militaires japonais, issus de leurs propres filières d'ingénierie. En 1976 retentit le scandale politique de l'affaire Lockheed, qui révèle les pratiques industrielles intégrant le Japon dans l'industrie de l'armement de la puissance tutélaire.
L'industrie navale est dynamique et la flotte japonaise comprend de nos jours les navires les plus sophistiqués d'Asie.
Actuellement, le Japon est quasi-autonome dans sa production d'armement mais le fait que sa politique dite des Trois principes sur les exportations d’armes imposait depuis 1967 de très sérieuses restrictions sur l'exportation d'armes et les modestes séries que lui permet un budget militaire limité à 1 % du PNB implique que le coût unitaire de ses produits est beaucoup plus élevé que ses concurrents étrangers. Ces restrictions ont été diminuées en 2014 permettant des collaborations au cas par cas à l'international.
Les quatre keiretsus actuels Mitsubishi, Sumitomo, Mitsui et Fuyo sont issus des zaibatsus d'avant la Seconde Guerre mondiale. Mitsubishi Heavy Industries est en 2014 le plus gros acteur japonais du secteur de la défense et se situe au 29e rang mondial.
En mars 2015, les entreprises japonaises sont officiellement en compétition pour le renouvellement de la sous-marinade australienne, marquant le retour du Japon sur le marché des grands contrats militaires internationaux. En mai 2015, le premier salon de l’armement du Japon s'ouvre à Yokohama.
En octobre 2020, dix pays ont signé des accords pour l'achat de matériel militaire japonais, mais pas de grand contrat symbolique.

### Articles connexes

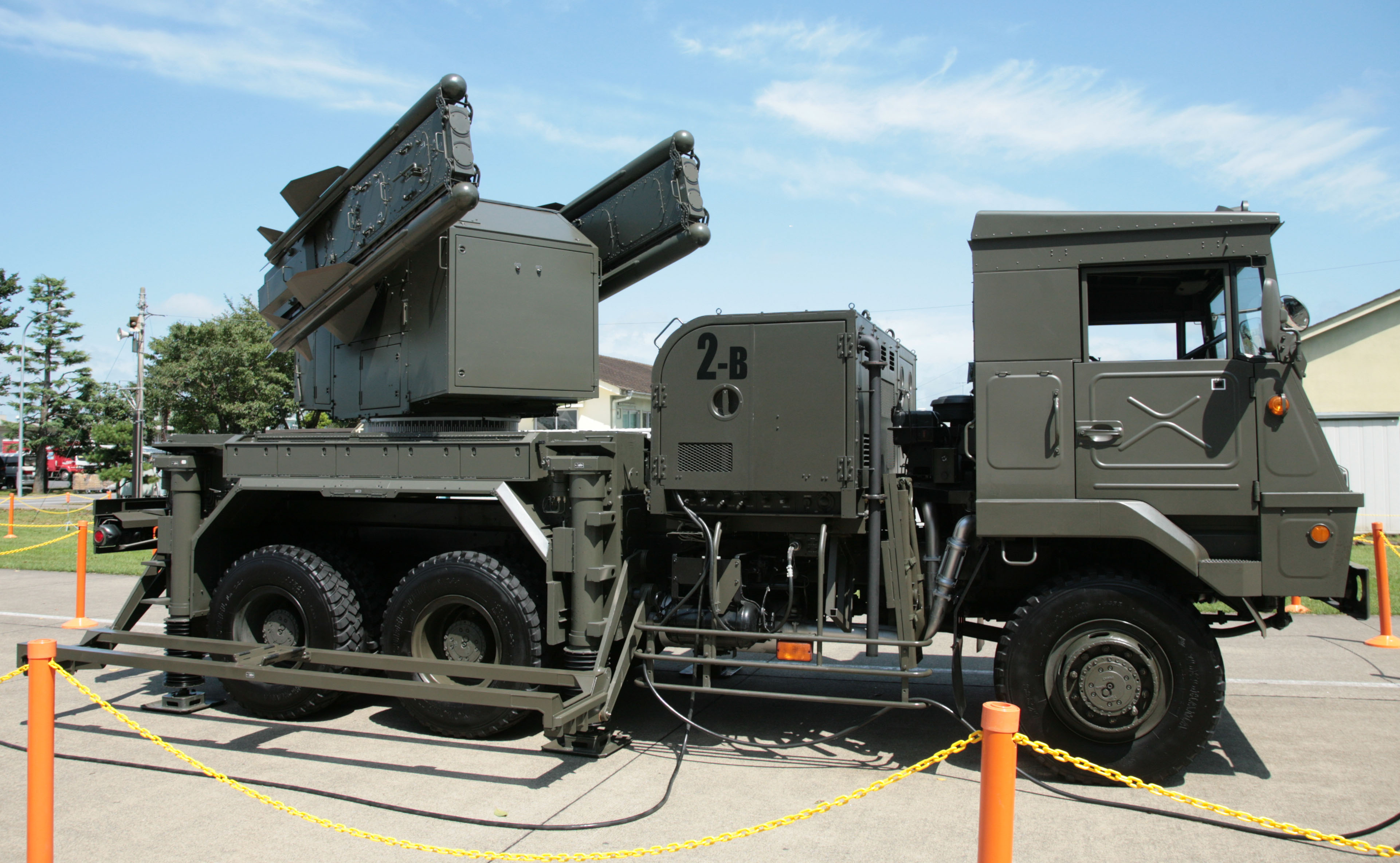
Lance-missile sol-air Type 81.